# Wojtyła Cup
La Wojtyła Cup, conosciuta anche come Torneo internazionale di calcio giovanile Trofeo Karol Wojtyła, è una competizione calcistica internazionale riservata alle formazioni Primavera e dedicata a Karol Wojtyła, nome secolare del papa della chiesa cattolica Giovanni Paolo II.
Nato da un'idea di Attilio Bellucci, Enrico Panimolle, Gianluca Di Carlo ed il professor Stefano Testini, il torneo viene organizzato con la partecipazione della provincia di Roma e del Comitato Regionale Lazio della Lega Nazionale Dilettanti. Il trofeo gode inoltre del patrocinio del CONI, della FIGC e della Lega Serie A. Il regolamento ufficiale della manifestazione redatto dalla LND viene approvato dall'UEFA e la supervisione da parte della FIFA.La squadra che ha vinto più volte il trofeo è la Lazio che si è aggiudicata sei edizioni.

## Albo d'oro
- 2005:  Roma
- 2006:  Roma
- 2007:  Lazio
- 2008:  Lazio
- 2009:  Lazio
- 2010:  Lazio
- 2011:  Hajduk Spalato
- 2012:  Lazio
- 2013:  Roma
- 2014:  LND Rappresentativa Regionale Lazio
- 2015:  Lazio
- 2016:  Zbrojovka Brno
- 2017:  Rijeka

### Vittorie per squadra
| Squadra                             | Vittorie | Edizioni                      |
| ----------------------------------- | -------- | ----------------------------- |
| Lazio                               | 6        | 2007,2008,2009,2010,2012,2015 |
| Roma                                | 3        | 2005,2006,2013                |
| Hajduk Spalato                      | 1        | 2011                          |
| LND Rappresentativa Regionale Lazio | 1        | 2014                          |
| Rijeka                              | 1        | 2017                          |
| Zbrojovka Brno                      | 1        | 2016                          |